# 大神島

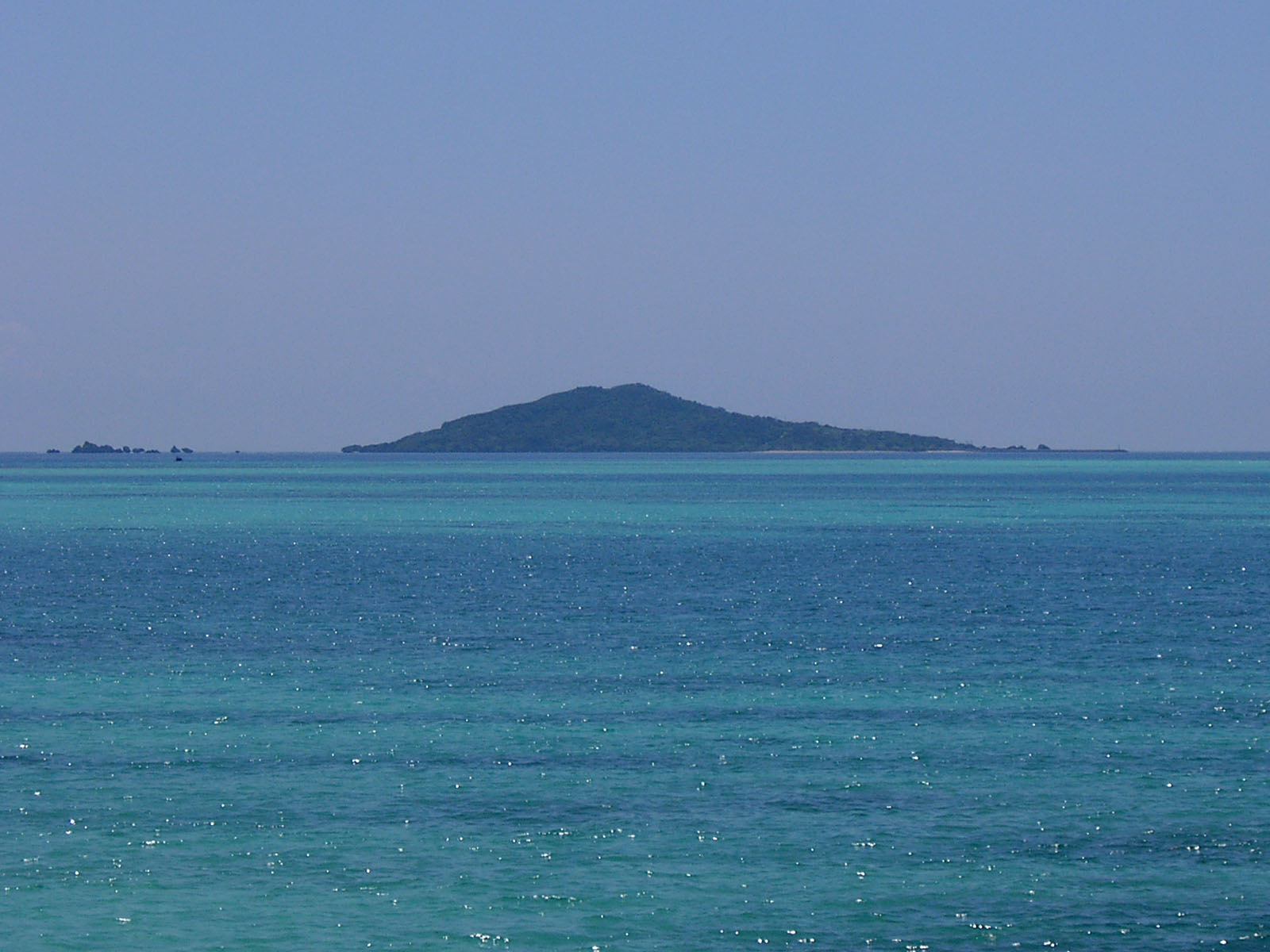
大神島

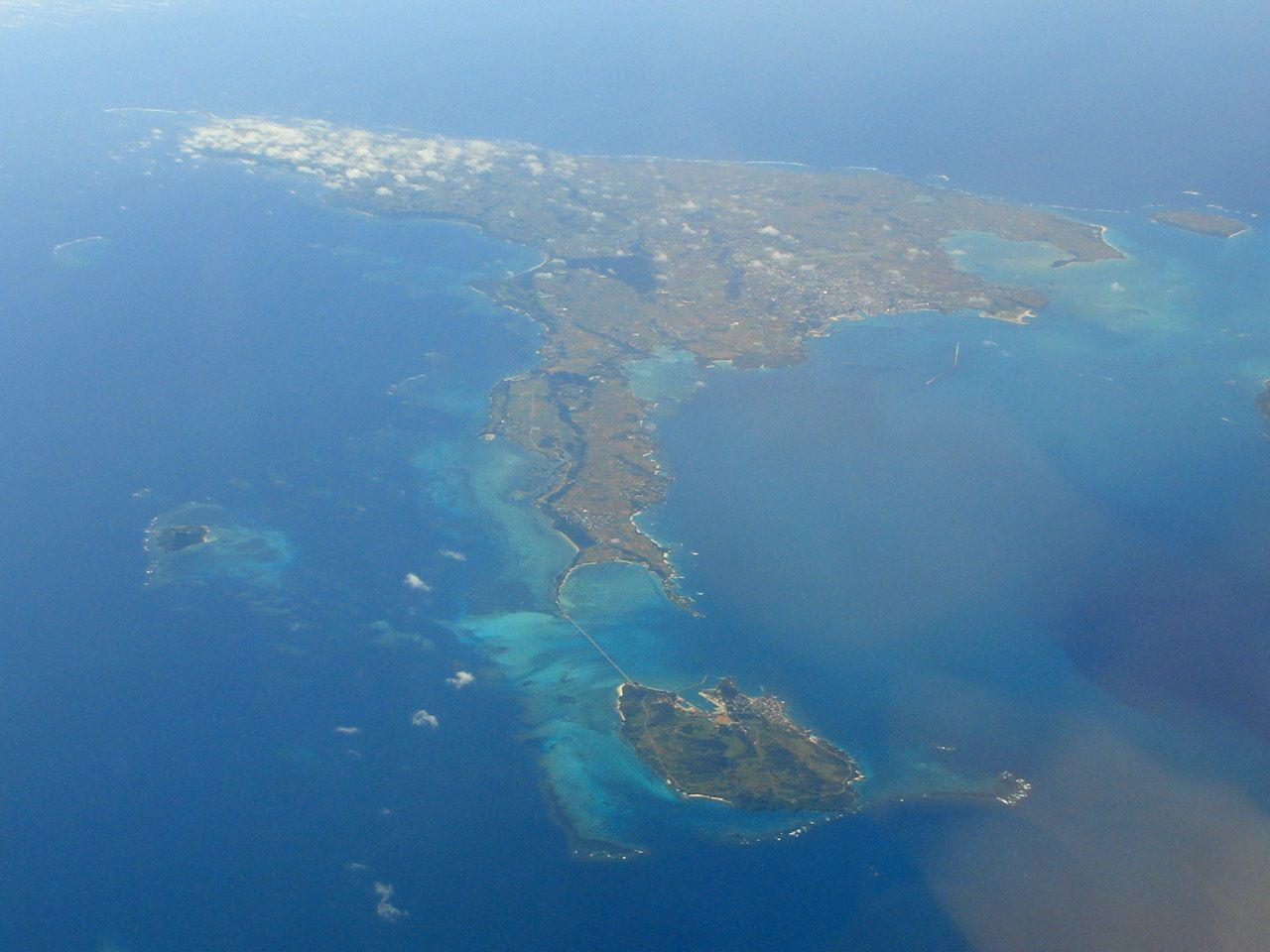
宮古列島。手前左側が大神島。手前中央は池間島、中央の大きな島が宮古島。

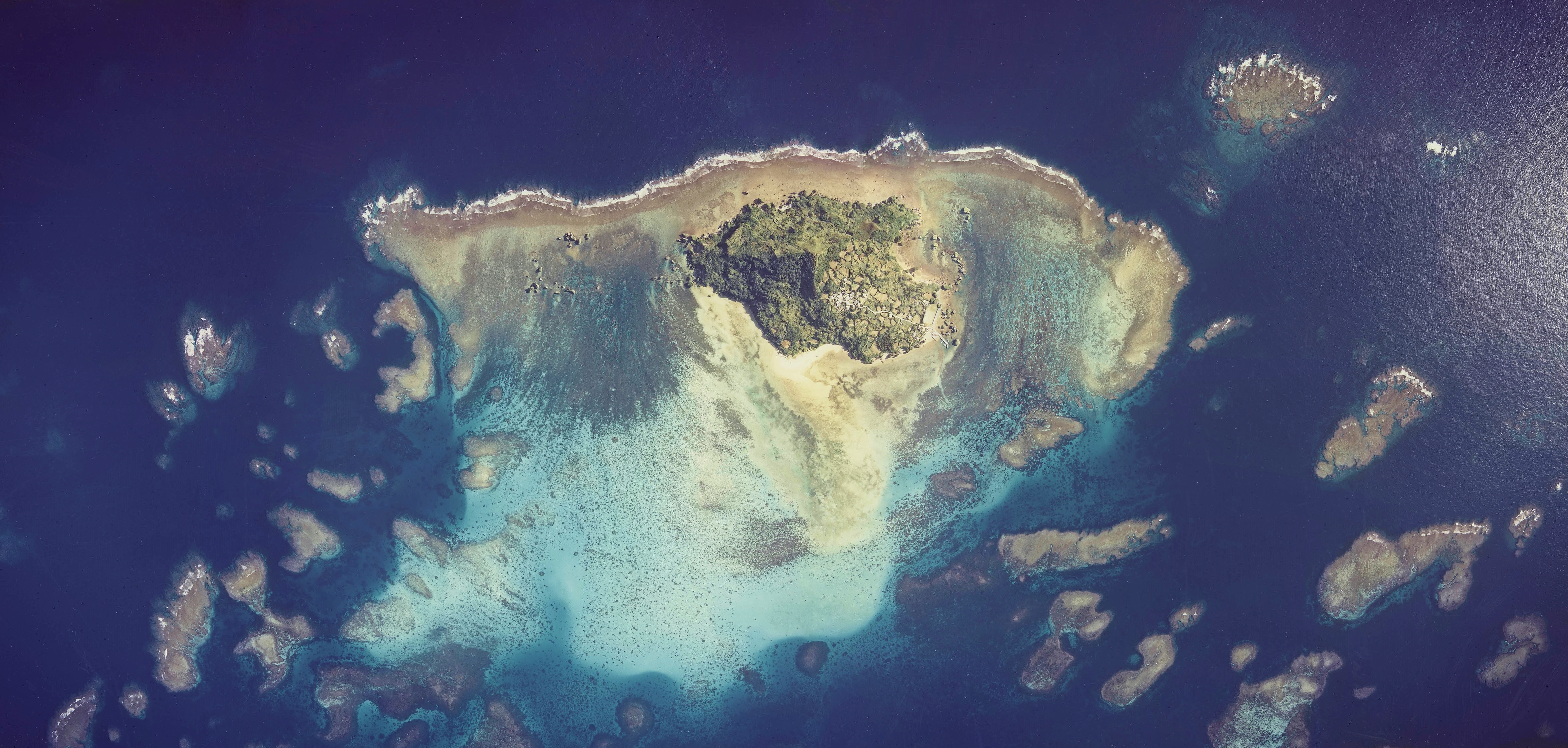
大神島の空中写真。この写真は上方が北東方向である。多数のサンゴ礁に囲まれている。1977年撮影の4枚を合成作成。
。

大神島（おおがみじま）は、宮古列島の島のひとつである。宮古島の北約4kmに位置し、行政区分としては沖縄県宮古島市に属する。2005年の合併以前は平良市に属していた。面積は0.24km2、人口22人（住民基本台帳人口、2019年1月1日現在）。

## 概要
集落は、港がある島の南側に集中する。集落から丘を登ると遠見台があり、宮古島、池間島を展望できる。集落以外の島内の多くは聖域とされ、島民以外の（場合によっては島民も）立ち入りが禁じられている。2000年5月には島の約20%にあたる6万m2を焼失する山火事が起きている。秘祭・祖神祭（ウヤガン）が開催されることで知られる。人が住み始めて約200年とされるが、秘祭の関係で島の歴史は島民の口承が中心となっており未解明なところが多い。
島の周囲にはサンゴ礁が発達しており、海岸には浸食により根元が細く削られたノッチと呼ばれる奇岩が点在する。
17世紀の海賊キャプテン・キッドが財宝を隠したという伝説がある。ただし、キャプテン・キッドは大西洋及びインド洋を中心に活動しており、大神島はその活動範囲からは大きく外れている。

## 産業
半農半漁の島で、カーキダコと呼ばれる干ダコが特産。高齢化と過疎化が進んでいる。近年、観光による振興が図られ、観光客が増加している。2013年には、島唯一の食堂兼民宿「おぷゆう食堂」が開業している。
2010年には、島の北西部の一周道路と海岸とに挟まれてできた潮だまりを利用して、熱帯魚を畜養し、観察できる自然水族園を設ける構想が報じられたが、2022年現在、続報はない。

## 交通

### 船舶
- 島尻漁港（宮古島） - 大神漁港（大神島）

株式会社大神海運により、1日4往復の定期便が運航されている。大神漁港には、2011年9月に浮桟橋が完成。2012年2月には休息所も完成している。2022年3月30日には新造船「ウカンかりゆす」が就航している。

### 道路
- 一周道路 - 当初は島を一周する道路が計画されていたが、島の東部から北部にかけての約1/4強が未完成で、島の東端付近と北端付近で行き止まりになっている。島民によると、工事が中断された理由は、工事の途中で重機の部品が壊れたり病人が続出したため、島の神司が祈願をして工事を再開したが、それでも工事関係者が入院した後死亡するなどの異変が続いたためだと言う[19]。
- 大神島と他の島を結ぶ橋はない。なお、大神島を除く宮古島市の有人島は、すべて宮古島と橋で結ばれている。

## 公共施設
- 宮古島市立大神小中学校 - 小学校は2006年度から、中学校は2008年度からそれぞれ休校していたが[20]、2011年3月31日に廃校となり、校舎は解体されている[21]。

## 名所・旧跡・観光スポット
- 大神島の遠見台 - 国の史跡先島諸島火番盛のひとつ。2014年3月18日に追加指定された。島の最高地点で、周囲を展望することができる。トゥンバラと呼ばれている巨石があり、島民の信仰の対象となっている[22][23]。

## 言語
大神島では、宮古語（宮古方言）のひとつである大神方言（大神島方言）が話される。大神方言は、音韻的に特殊である。